# Malthodes fibulatus
Malthodes fibulatus är en skalbaggsart som beskrevs av Ernst Hellmuth von Kiesenwetter 1852. Malthodes fibulatus ingår i släktet Malthodes, och familjen flugbaggar. Arten är reproducerande i Sverige.